# Canton de Sergines
Le canton de Sergines est une division administrative française du département de l'Yonne.

## Composition
| Nom                    | Code Insee | Intercommunalité | Superficie (km2) | Population (dernière pop. légale) | Densité (hab./km2) |
| ---------------------- | ---------- | ---------------- | ---------------- | --------------------------------- | ------------------ |
| Sergines (chef-lieu)   | 89391      | CC Yonne Nord    | 18,96            | 1 316 (2014)                      | 69                 |
| La Chapelle-sur-Oreuse | 89080      | CC Yonne Nord    | 17,92            | 593 (2014)                        | 33                 |
| Compigny               | 89115      | CC Yonne Nord    | 7,79             | 176 (2014)                        | 23                 |
| Courlon-sur-Yonne      | 89124      | CC Yonne Nord    | 16,73            | 1 185 (2014)                      | 71                 |
| Pailly                 | 89285      | CC Yonne Nord    | 14,89            | 257 (2014)                        | 17                 |
| Perceneige             | 89469      | CC Yonne Nord    | 60,99            | 959 (2014)                        | 16                 |
| Plessis-Saint-Jean     | 89302      | CC Yonne Nord    | 11,02            | 219 (2014)                        | 20                 |
| Serbonnes              | 89390      | CC Yonne Nord    | 9,93             | 563 (2014)                        | 57                 |
| Thorigny-sur-Oreuse    | 89414      | CC Yonne Nord    | 49,23            | 1 511 (2014)                      | 31                 |
| Vinneuf                | 89480      | CC Yonne Nord    | 15,26            | 1 402 (2014)                      | 92                 |

## Représentation

### conseillers généraux de 1833 à 2015
| Période               | Identité                                  | Parti               | Qualité |
| --------------------- | ----------------------------------------- | ------------------- | --- |
| 1833-1848 (décès)     | Augustin Foacier                          |                     | Conseiller référendaire à la Cour des Comptes, Paris                                                                   |
| 1848-1880 (défection) | Charles Louis Foacier (fils du précédent) | Républicain         | Propriétaire à Paris et à Serbonnes                                                                                    |
| 1880-1898             | Denis Alfred Pérouse (1846-1925)          | Républicain radical | Ingénieur des Ponts et Chaussées Propriétaire à Paris                                                                  |
| 1898-1919             | Louis Auguste Chéreau                     | Rad.                | Propriétaire à Serbonnes                                                                                               |
| 1919-1940             | Charles François Mazière                  | RG                  | Maire de Courlon-sur-Yonne                                                                                             |
|                       |                                           |                     | |
| 1943-1945             | Emile Frot                                | Droite              | Conseiller d'arrondissement, maire de Vinneuf Nommé conseiller départemental en 1943                                   |
|                       |                                           |                     | |
| 1945-1959 (décès)     | Louis Siléas Beaujard fils (1886-1959)    | Soc.ind.            | Maire de Plessis-Saint-Jean                                                                                            |
| 1959-1992             | Raymond Janot                             | UDR puis UDF        | Conseiller d'État Maire de Serbonnes (1947-1971) Président du Conseil régional (1989-1992)                             |
| 1992-2011             | Jean-Claude Leroy                         | UMP                 | Enseignant Maire de Sergines (1983-2014) Suppléant du député Philippe Auberger                                         |
| 2011-2015             | Jean-Jacques Percheminier                 | DVG                 | Directeur d'école Maire de Courlon-sur-Yonne depuis 1997 Président de la Communauté de communes Yonne Nord (2009-2011) |

### Conseillers d'arrondissement (de 1833 à 1940)
Le canton de Sergines avait deux conseillers d'arrondissement.
| Période                                  | Période      | Identité                                   | Étiquette | Qualité |
| ---------------------------------------- | ------------ | ------------------------------------------ | --------- | --- |
| 1833                                     | 1836         | Étienne Edme Moreau                        |           | Propriétaire, maire de Compigny                                                                             |
| 1833                                     | 1842         | M. Thénard                                 |           | Propriétaire à Sergines                                                                                     |
| 1836                                     | 1867         | Jean Paterne Constant Legendre (1793-1871) |           | Notaire royal, propriétaire, maire de Sergines                                                              |
| 1867                                     | 1880         | Louis-Prosper Perrot                       |           | Notaire, maire de Sergines                                                                                  |
| 1880                                     | 1891 (décès) | Alexandre Achille Bourbon                  |           | Maire de Courlon                                                                                            |
| 1892                                     | 1893 (décès) | Auguste Jacques Charpentier                |           | Maire de Sergines                                                                                           |
| 1893                                     | 1907         | Jules Pottemain (1849-1908)                | Radical   | Pâtissier-cuisinier, maire de Vinneuf                                                                       |
| 1907                                     | 1925 (décès) | Raoul Guittard (1865-1925)                 |           | Marchand de vins en gros, maire de Sergines, Président du Conseil d'arrondissement                          |
| 1925                                     | 1931 (décès) | Louis Siléas Beaujard père (1847-1931)     |           | Cultivateur, maire de Plessis-Saint-Jean                                                                    |
| 1931                                     | 1940         | Emile Frot                                 | Droite    | Maire de Vinneuf                                                                                            |
| Les données manquantes sont à compléter. |              |                                            |           | |
| 1940                                     |              |                                            |           | Les conseils d'arrondissement ont été suspendus par la loi du 12 octobre 1940 et n'ont jamais été réactivés |

## Démographie
| 1962  | 1968  | 1975  | 1982  | 1990  | 1999  | 2006  | 2011  | 2012  |
| ----- | ----- | ----- | ----- | ----- | ----- | ----- | ----- | ----- |
| 5 369 | 5 211 | 5 087 | 5 251 | 5 889 | 6 757 | 7 573 | 7 994 | 8 096 |